# Pyura trita
Pyura trita is een zakpijpensoort uit de familie van de Pyuridae. De wetenschappelijke naam van de soort is, als Cynthia trita, voor het eerst geldig gepubliceerd in 1900 door Sluiter.
Van deze soort is een ondersoort bekend: Pyura trita typica Michaelsen, 1922